# Roberto Fabián Ramírez
Roberto Esteban Ramirez  (Mendoza, provincia de Mendoza, Argentina; 7 de julio de 1996) es un futbolista argentino. Juega de arquero y su equipo actual es All Boys, de la Primera Nacional, a préstamo de Godoy Cruz.

## Carrera

### Godoy Cruz
Ramírez debutó como profesional el 26 de agosto de 2016 en la victoria sobre Huracán por 1-0. En 2019 tendría la posibilidad de jugar la Copa Libertadores. Debutó el 5 de marzo en el empate sin goles ante Olimpia. En total, Ramírez jugó un total de 51 partidos.

### Quilmes
En 2022, el arquero mendocino fue prestado a Quilmes, equipo de la Primera Nacional, por la lesión de Matías Budiño.

### Guillermo Brown
A fines del 2022 firma por un año hasta diciembre de 2023 .

## Estadísticas

### Clubes
- Actualizado hasta el 17 de agosto de 2025.

| Godoy Cruz Argentina | 1.ª                 | 2013-14             | 0  | 0  | 0  | 0  | - | - | 0  | 0   | 0    |
| Godoy Cruz Argentina | 1.ª                 | 2014                | 0  | 0  | 0  | 0  | 0 | 0 | 0  | 0   | 0    |
| Godoy Cruz Argentina | 1.ª                 | 2015                | 0  | 0  | 0  | 0  | - | - | 0  | 0   | 0    |
| Godoy Cruz Argentina | 1.ª                 | 2016                | 0  | 0  | 0  | 0  | - | - | 0  | 0   | 0    |
| Godoy Cruz Argentina | 1.ª                 | 2016-17             | 2  | 0  | 0  | 0  | - | - | 2  | 0   | 0    |
| Godoy Cruz Argentina | 1.ª                 | 2017-18             | 1  | 2  | 0  | 0  | 0 | 0 | 1  | 2   | 2    |
| Godoy Cruz Argentina | 1.ª                 | 2018-19             | 24 | 28 | 4  | 7  | 6 | 3 | 34 | 38  | 1.12 |
| Godoy Cruz Argentina | 1.ª                 | 2019-20             | 6  | 12 | 0  | 0  | - | - | 6  | 12  | 2    |
| Godoy Cruz Argentina | 1.ª                 | 2020                | -  | -  | 5  | 13 | - | - | 5  | 13  | 2.6  |
| Godoy Cruz Argentina | 1.ª                 | 2021                | 2  | 4  | 0  | 0  | - | - | 2  | 4   | 2    |
| Godoy Cruz Argentina | 1.ª                 | 2022                | 1  | 2  | 0  | 0  | - | - | 1  | 2   | 2    |
| Godoy Cruz Argentina | 1.ª                 | 2024                | 1  | 1  | 4  | 5  | 0 | 0 | 5  | 6   | 1.2  |
| Godoy Cruz Argentina | 1.ª                 | 2025                | 0  | 0  | 0  | 0  | 0 | 0 | 0  | 0   | 0    |
| Godoy Cruz Argentina | Total club          | Total club          | 37 | 49 | 13 | 25 | 6 | 3 | 56 | 77  | 1.38 |
| Quilmes Argentina | 2.ª                 | 2022                | 1  | 3  | 0  | 0  | - | - | 1  | 3   | 3    |
| Quilmes Argentina | Total club          | Total club          | 1  | 3  | 0  | 0  | - | - | 1  | 3   | 3    |
| Guillermo Brown Argentina | 2.ª                 | 2023                | 34 | 36 | -  | -  | - | - | 34 | 36  | 1.06 |
| Guillermo Brown Argentina | Total club          | Total club          | 34 | 36 | -  | -  | - | - | 34 | 36  | 1.06 |
| All Boys Argentina | 2.ª                 | 2025                | 4  | 1  | -  | -  | - | - | 4  | 1   | 0.25 |
| All Boys Argentina | Total club          | Total club          | 4  | 1  | -  | -  | - | - | 4  | 1   | 0.25 |
| Total en su carrera | Total en su carrera | Total en su carrera | 76 | 88 | 13 | 25 | 6 | 3 | 95 | 117 | 1.23 |
| (1) Las copas nacionales se refiere a la Copa Argentina y a la Copa de la Liga Profesional. (2) Las copas internacionales se refiere a la Copa Libertadores y a la Copa Sudamericana. (3) Media de goles recibidos por encuentro. No incluye goles en partidos amistosos. |                     |                     |    |    |    |    |   |   |    |     |      |